# TULIP FINAL TOUR Well
『TULIP FINAL TOUR Well』（チューリップ ファイナルツアー ウェル）は、チューリップのライブ・アルバム。1989年9月10日発売。

## 解説
安部俊幸と姫野達也をゲストに迎え、久々に全国各地を回って行われた解散ツアーの最終日（1989年7月8日、中野サンプラザ）のラストライブの模様が収録されたアルバムである。
1985年に発売された第3期の始まりとなる『コンサートはチューリップ』以来、実に約4年ぶりのライブ・アルバムであり、第3期のメンバーがボーカルを取った唯一のライブアルバムである（丹野義昭は『コンサートはチューリップ』に参加しているが、加入直後だったため演奏のみである）。このため第3期の曲が収録された唯一のライブ・アルバムでもある（1997年の再結成以降は一切取り上げられていない）。
チューリップにおける重要な要素である安部のギターと姫野のボーカルに、第3期特有の幾重にも重ねられた音、サポートで参加した大久保敦夫の分厚いドラムなど、第2期から第3期にかけてのチューリップの良さを凝縮したものになっている。
曲目は同年のアルバム『Well』から4曲披露した他は、第1期及び第2期の曲が中心である（特に第1期の曲は第3期に入ってからはほとんどライブでは封印されていた）。
ビデオやLDにより映像版も発売されたが、演奏部分の一部がカットされており、一部のMCも含めた完全版はこのアルバムでしか聴く事ができない。
ジャケットは、ツアーで印象的な演出の一つであるレーザーを再現したものになっている。

## 収録曲
DISC 1
1. The Halo　※一部のみ演奏
  - 作詞／作曲：財津和夫　ボーカル：財津和夫
2. 心を開いて　※一部のみ演奏
  - 作詞／作曲：財津和夫　ボーカル：財津和夫
3. ハーモニー
  - 作詞／作曲：財津和夫　ボーカル：財津和夫
4. 愛は戻れない
  - 作詞／作曲：財津和夫　ボーカル：財津和夫
5. 涙のパーティー
  - 作詞／作曲：財津和夫　ボーカル：財津和夫
6. VOLUME・10
  - 作詞／作曲：宮城伸一郎　ボーカル：宮城伸一郎
7. 2015年世界旅行
  - 作詞／作曲：財津和夫　ボーカル：財津和夫
8. 僕はライオン
  - 作詞／作曲：財津和夫　ボーカル：財津和夫
9. 箱入り娘
  - 作詞／作曲：財津和夫　ボーカル：財津和夫
10. 仔牛のロー・カウジー
  - 作詞／作曲：財津和夫　ボーカル：チューリップ
  - メンバー4人が交代でボーカルを取った。
11. 逆回転
  - 作詞／作曲：財津和夫　ボーカル：財津和夫
12. 神様に感謝をしなければ
  - 作詞：安部俊幸／作曲：姫野達也　ボーカル：姫野達也
13. 悲しきレイン・トレイン
  - 作詞／作曲：財津和夫　ボーカル：姫野達也
14. 夕陽を追いかけて
  - 作詞／作曲：財津和夫　ボーカル：財津和夫
15. Crossing
  - 作詞／作曲：宮城伸一郎　ボーカル：宮城伸一郎
16. さよならメロディ
  - 作詞／作曲：高橋裕幸　ボーカル：高橋裕幸
17. STATION
  - 作詞／作曲：丹野義昭　ボーカル：丹野義昭

DISC 2
1. ストロベリー・スマイル
  - 作詞／作曲：財津和夫　ボーカル：財津和夫
2. 生まれる星
  - 作詞／作曲：財津和夫　ボーカル：財津和夫
3. 丘の吹く風
  - 作詞／作曲：財津和夫　ボーカル：財津和夫
  - 間奏部分は途中から『たったひとりのオーディエンス』のコーダ部分につなげられている。
4. Shooting Star
  - 作詞／作曲：財津和夫　ボーカル：財津和夫
5. 青春の影
  - 作詞／作曲：財津和夫　ボーカル：財津和夫
6. Well（Mr.Good-bye）　※退場SE
  - 作詞／作曲：財津和夫　ボーカル：財津和夫
7. メドレー
  1. 銀の指環
    - 作詞／作曲：財津和夫　ボーカル：姫野達也・高橋裕幸
    - Aメロを姫野、Bメロを高橋が担当した。

  2. サボテンの花
    - 作詞／作曲：財津和夫　ボーカル：財津和夫・宮城伸一郎
    - A・Bメロを財津、サビを宮城が担当した。

  3. さよなら道化者
    - 作詞／作曲：財津和夫　ボーカル：財津和夫
    - 人気はあったものの発表直後以降はライブ演奏されていなかった曲。  「道化者」という歌詞に、財津にとっての思うところがあったのか選定された。

  4. 虹とスニーカーの頃
    - 作詞／作曲：財津和夫　ボーカル：財津和夫

  5. 夏色のおもいで
    - 作詞：松本隆／作曲：財津和夫　ボーカル：姫野達也

  6. 風よ
    - 作詞／作曲：財津和夫　ボーカル：財津和夫
    - シングル候補として作成されながらも最終的に却下となり、『心の旅』のヒットにつながったという経緯から、発表以降ほとんど取り上げられることがなかった曲。
    - 上記のような経緯から、財津としては思うところがあったのか選定された。

  7. ブルー・スカイ
    - 作詞／作曲：財津和夫　ボーカル：財津和夫

  8. 風のメロディ
    - 作詞：財津和夫／作曲：財津和夫・姫野達也　ボーカル：財津和夫・姫野達也

  9. 私のアイドル
    - 作詞／作曲：財津和夫　ボーカル：財津和夫

  10. 歌は生きている
    - 作詞／作曲：財津和夫　ボーカル：財津和夫
8. 心の旅
  - 作詞／作曲：財津和夫　ボーカル：姫野達也
9. 夢中さ君に
  - 作詞／作曲：財津和夫　ボーカル：財津和夫
10. あの娘は魔法使い
  - 作詞：財津和夫／作曲：財津和夫・姫野達也　ボーカル：財津和夫
  - 最終公演でのみ演奏された。
11. 魔法の黄色い靴
  - 作詞／作曲：財津和夫　ボーカル：財津和夫

## クレジット
TULIP
KAZUO ZAITSU  vocal, guitar, keyboards
SHINICHIRO MIYAGI  bass, vocal
YOSHIAKI TANNO  keyboards, vocal
HIROYUKI TAKAHASHI  keyboards, vocal
SPECIAL GUESTS
TOSHIYUKI ABE  guitars
TATSUYA HIMENO  guitars, vocal
（from THE ALWAYS by the courtesy of KING RECORD）
SUPPORTING MUSICIAN
ATSUO OHKUBO  drums
RECORDING STAFF
Produced by TULIP
Directed by TOSHIHIRO MAEDA（TRIAD）
Live Recorded by NOBUYOSHI AOKI （Live at Nakano Sunplaza, July）
Mixed by HIROSHI “WHO” FUJITA
Assisted by JUNICHI IKEGAME
Art Director: HARUO KOGUCHI (NIPPON COLUMBIA)
Photographer: KENJI TAGUCHI
Artist Management: SHUNJI UENO, YOSHIHIRO TAKAHASHI
Artist Promoter: TOMONORI KAMBE（TRIAD）
Executive Producer: TSUNEO IIZUKA（TRIAD）, KAZUO ZAITSU
CONCERT STAFF
Producer: EIJI OKADA （OPRY LAND）
Director: IPPEI SUZUKI
Stage Manager: TETURO MISHIMA （OPRY LAND）, MITSUO NOHARA, YOSHIHIRO ASANO
Lighting Designer: MITSUMASA HAYASHI （HAYASHI OFFICE）
Lighting Operator: SATOSHI ITOH, YOSHINORI YAMAMOTO, HISANOBU TANAKA, KUNIKO HIRAO, TSUYOSHI NAKANISHI （HAYASHI OFFICE）
Sound Mixer: TAKASHI MURATA（MOB）
Monitor Operator: SEIJI YAMAMOTO（MOB）
P.A.Assistant: TAKASHI SATOH（MOB）
Scenery: YASUE ITOH(MEW COMPANY)
Stage Carpenter: SAKUE TABATA, TADASHI IKEDA（KANAI ODOGU）
Equipment Crew: NAOYUKI TERADA, TAKUYA KIMIRA（HALF TONE MUSIC）
Transportation: KATSUYA SATOH, AKIO MURASE, KAZUYUKI NARITA（MOVE CORP.）
Laser: RANDOM ELECTORONICS DESIGN
Special Effect: GIMMICK
Concert Promoter: HOT STUFF PROMOTION
Produced by CRICKET
Special Thanks To SHOO KUSANO-SHINKO MUSIC
TULIP……THANKS FOREVER